# L'Enfer de glace
Pour plus de détails, voir Fiche technique et Distribution.
L'Enfer de glace (Absolute Zero) est un téléfilm canadien réalisé par Robert Lee et diffusé en 2006.

## Synopsis
David Kotzman, météorologue réputé, est envoyé en Antarctique pour mener une étude sur le réchauffement climatique. Au cours de ses recherches, il découvre qu'une ère glaciaire s'apprête à frapper le monde. En un jour, la Floride est touchée par la neige et la glace. Les températures peuvent atteindre −273 °C, soit le zéro absolu.

## Fiche technique
- Titre : L'Enfer de glace
- Titre original : Absolute Zero
- Réalisation : Robert Lee
- Scénario : Sarah Watson
- Musique : Annette Ducharme et John Webster
- Photographie : Adam Sliwinski
- Montage : Gordon Rempel
- Production : Harvey Kahn et Robert Lee
- Société de production : Front Street Pictures et Zero Street Productions
- Pays :  Canada et  États-Unis
- Langue : Anglais, Français, Espagnole, Allemande, Italienne
- Genre : Action, aventure, drame, thriller et science-fiction
- Durée : 86 minutes
- Première diffusion : 
  -  États-Unis : mars 2006
  -  France : 14 avril 2007

## Distribution
- Jeff Fahey : David Koch
- Erika Eleniak (VF : Brigitte Virtudes) : Bryn
- Bill Dow : Dr Veet
- Jessica Amlee (VF : Lutèce Ragueneau) : Sophie
- Michael Ryan : Jeff
- Fred Ewanuick : Philip
- Britt Irvin (VF : Chantal Macé) : A.J. Carmichael
- William MacDonald (VF : Jean-François Aupied) : Dempsy
- John B. Lowe : Dr Aldaron
- Matthew Walker : Hershel
- Claire Riley : Géologie
- Scott Bellis : Séismologie
- Vanesa Tomasino : la secrétaire
- Christopher Redman : l'étudiant diplômé
- Paul Jarrett : le scientifique
- Dawn Chubai : l'annonceuse télé
- James Purcell : le sénateur Montet
- Christopher Rosamond : le technicien météo